# 1311 en santé et médecine
| Années de la santé et de la médecine : 1308 - 1309 - 1310 - 1311 - 1312 - 1313 - 1314    |
| Décennies de la santé et de la médecine : 1280 - 1290 - 1300 - 1310 - 1320 - 1330 - 1340 |

Cet article présente les faits marquants de l'année 1311 en santé et médecine.

## Événements

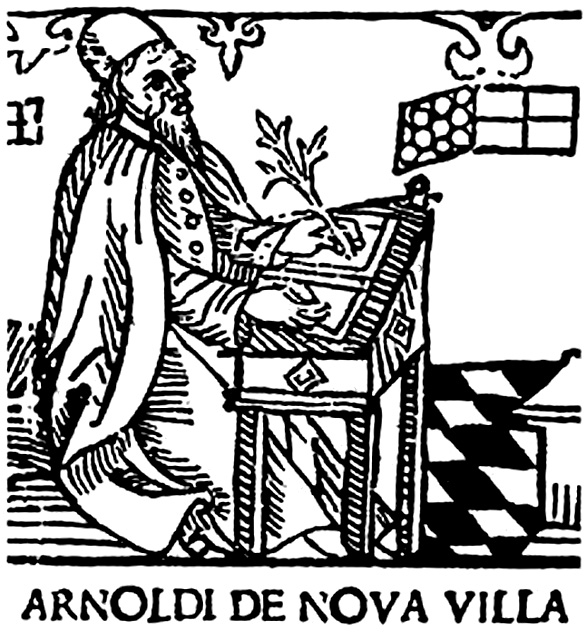
Arnaud
de Villeneuve, 1491

- 9 novembre : un édit du roi de France Philippe le Bel, qu'on a pu qualifier de « document le plus important de l'histoire des chirurgiens de Paris[2] », « sanctionne l'importance naissante de la Communauté des chirurgiens, [qu'il place] sous la juridiction des chirurgiens jurés du roi au Châtelet[2] ».
- Fondation à Elbeuf en Normandie, par Guillaume d'Harcourt, seigneur de La Saussaye et d'Elbeuf, d'une maison-Dieu qui, devenue « hôtel-Dieu », puis « hospice général » en 1725 et « hôpital public » en 1799, est à l'origine du centre hospitalier intercommunal Elbeuf-Louviers, ouvert le 1er janvier 1999[3],[4].
- Fondation à Valence, en Espagne, de l'hôpital Sainte-Marie, dit « d'en Clapers », du nom de son fondateur, le riche marchand Bernard Desclapers[5].
- Fondation à Florence, en Italie, de l'hôpital San Jacopo in Campo Corbolini par Lippo Forese del Soldato[6].
- Fondation d'un petit hôpital à Neubrunn en Franconie par les chevaliers teutoniques[7].
- Fondation d'une « maladerie » à Charly, en Brie champenoise[8].

## Décès
- 7 février : Qotb al-Din Chirazi (né vers 1236), médecin, astronome, mathématicien, philosophe, théologien soufi et poète persan.
- 28 mars (avant le) : François André (né à une date inconnue), médecin, licencié en 1275[9], archiatre des fils de Charles II, roi de Naples, otages à Barcelone de 1288 à 1295[10].
- 6 septembre : Arnaud de Villeneuve (né entre 1235 et 1240), médecin, alchimiste, théologien et astrologue catalan[11],[12].